# Camptodontium cryptodon
Camptodontium cryptodon là một loài Rêu trong họ Dicranaceae. Loài này được (Mont.) Reimers mô tả khoa học đầu tiên năm 1936.